# 图潘西雷唐
图潘西雷唐是巴西南大河州的一个市镇。总面积2251.863平方公里，总人口22556人，人口密度10人/平方公里。